# شقار ثلاثي الأوراق
الشقّار الثلاثي الأوراق نوع نباتي ينتمي إلى جنس الشقّار من الفصيلة الحوذانية.

## البيئة والانتشار
موطنه الأصلي منطقة وسط وجنوب أوروبا.

## الوصف النباتي
نبات عشبي معمر أزهاره بيضاء. ينتشر النبات بالجذامير.